# Tadeusz Maltze
Tadeusz Jan Maltze (ur. 10 stycznia?/23 stycznia 1902 w Kamienskoje, zm. między 4 a 7 kwietnia 1940 w Katyniu) – dziennikarz Polskiego Radia, porucznik uzbrojenia rezerwy Wojska Polskiego, kawaler Krzyża Walecznych, ofiara zbrodni katyńskiej.

## Życiorys
Był synem Wilhelma i Marii z Siemiaszków. Był młodszym bratem Stanisława (1896–1940), porucznika marynarki rezerwy, zamordowanego w Charkowie.
Absolwent Szkoły Nauk Politycznych w Warszawie i Szkoły Podchorążych Artylerii (1919). 1934 był podporucznikiem rezerwy ze starszeństwem z dniem 1 lipca 1925 i 96 lokatą w korpusie oficerów uzbrojenia. Należał do kadry 1 oddziału uzbrojenia i podlegał pod PKU Warszawa-Miasto III. W 1936 awansował do stopnia porucznika.
Czynny sportowiec w latach 20 XX wieku. Uprawiał wioślarstwo. Reprezentował AZS Warszawa. Osada w składzie J. Mazurek, O. Gordziałkowski, H. Niezabitowski i Tadeusz Maltze pod opieką Stefana Piątkowskiego zdobyła w 1923 mistrzostwo Polski czwórek ze sternikiem. Czyniono starania by tę osadę wysłać na regaty do Francji oraz mistrzostwa Europy.
Pracował jako dziennikarz w Polskim Radiu, prowadził m.in. audycję „Koła na wodzie”, „Widowiska sportowe na wodzie”. Zajmował się publicystyką radiową propagującą sport. W 1927 pracował w dziale „Sport i wychowanie fizyczne”. Pisał również artykuły do „Wioślarza Polskiego” i „Stadjonu”. Mieszkał w Warszawie przy ul Wiśniowej 59/12.
W czasie kampanii wrześniowej dostał się do niewoli sowieckiej. Według stanu z grudnia 1939 był jeńcem kozielskiego obozu. Między 3 a 5 kwietnia 1940 przekazany został do dyspozycji naczelnika smoleńskiego obwodu NKWD – lista wywózkowa bez numeru poz. 66, z dnia 2.4.1940. Został zamordowany między 4 a 7 kwietnia przez NKWD w lesie katyńskim. W piśmie z dnia 31.5.1941 wysłanym z I Oddziału II Zarządu NKGB do UPW (Zarząd NKWD ZSRR do spraw Jeńców Wojennych), Tadeusz Maltze jest wymieniony w związku z prośbą ambasady niemieckiej o zwolnienie z niewoli i pozwolenie na wyjazd do Niemiec osób z listy, którą ambasada III Rzeszy przesłała do NKGB. W odpowiedzi skierowanej 5.6.1941 do II Zarządu NKGB, 1 specoddział UPW zawiadamia o braku informacji o Tadeuszu Maltze. Zidentyfikowany podczas ekshumacji prowadzonej przez Niemców w 1943, wpis w dzienniku ekshumacji z 11.5.1943, nr 1604. Figuruje na liście AM-210-1604 i Komisji Technicznej PCK: GARF-55-0164. Na obydwóch listach zostało podane jedno imię – Tadeusz. Przy szczątkach Maltzego znaleziono legitymację MSWojsk., książeczkę PKO, karty pocztowe i świadectwo szczepień z Kozielska nr 1957. Znajduje się na liście ofiar (pod nr 01648) opublikowanej w Gońcu Krakowskim nr 123, Nowym Kurierze Warszawskim nr 128 z 1943 i Nowinach – Gazecie Ściennej pod nr 1049. W Archiwum Robla (pakiet 01692-02) znajduje się notatnik znaleziony przy poruczniku Józefie Kalasantym Jaroszyńskim, w którym znajduje się wpis z nazwiskiem Tadeusza Maltze wraz z podaniem dwóch warszawskich adresów.
5 października 2007 minister obrony narodowej Aleksander Szczygło mianował go pośmiertnie na stopień kapitana. Awans został ogłoszony 9 listopada 2007 w Warszawie, w trakcie uroczystości „Katyń Pamiętamy – Uczcijmy Pamięć Bohaterów”.

## Ordery i odznaczenia
- Krzyż Walecznych[3]
- Krzyż Kampanii Wrześniowej – pośmiertnie 1 stycznia 1986[17]